# Hakim Warrick
Hakim Hanif Warrick (Philadelphia, SAD, 8. srpnja 1982.) je američki košarkaš.
Studirao je na sveučilištu Syracuseu. Memphis Grizzlies su ga 2005. izabrali na draftu u 1. krugu. Bio je 19. po redu izabrani igrač.

## Vanjske poveznice
- NBA.com